# Gabrielė Petkevičaitė-Bitė

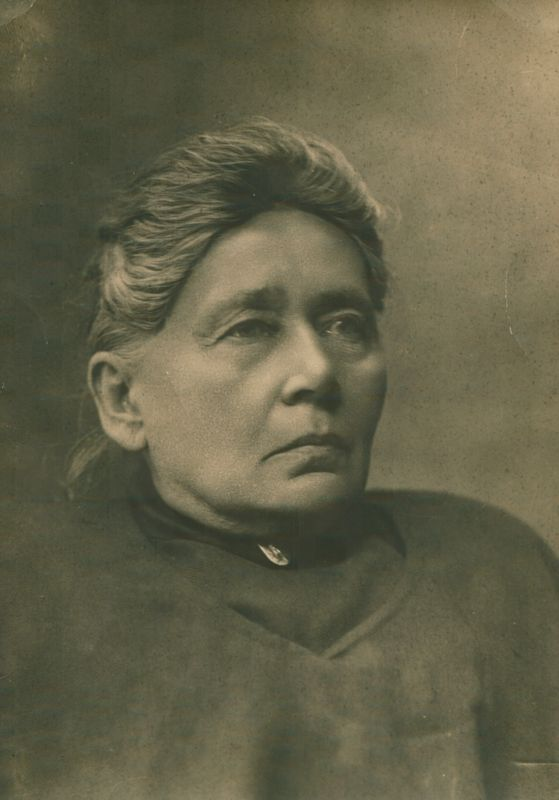
Gabrielė Petkevičaitė-Bitė um 1935

Gabrielė Marija Jadvyga Petkevičaitė (* 18. Märzjul. / 30. März 1861greg. auf Gut Puziniškis bei Smilgiai in der Rajongemeinde Panevėžys; † 14. Juni 1943 in Panevėžys) war eine litauische Schriftstellerin und politische Aktivistin. Ihr Pseudonym Bitė (Biene) wurde Namensbestandteil.

## Leben
Petkevičaitė gehörte zu einer litauischen Adelsfamilie. Ihr Vater war Arzt und Direktor eines Krankenhauses in Joniškėlis, Rajongemeinde Pasvalys. Als sie 9 jahre alt war, starb ihre Mutter an Fleckfieber, so dass sich Petkevičaitė trotz ihrer Behinderung durch eine verkrümmte Wirbelsäule um ihre fünf Brüder kümmerte. Sie wurde zu Hause von Laurynas Ivinskis und anderen Privatlehrern unterrichtet. Sie besuchte dann die Academia Petrina in Jelgava mit Abschluss 1878. Danach arbeitete sie bei ihrem Vater in einer Apotheke. Daneben gab sie Privatstunden und benutzte litauische Bücher in lateinischer Schrift, die verboten waren.
Petkevičaitė lernte Povilas Višinskis kennen, der sie ermutigte, eine Schriftstellerin zu werden. 1890 begann sie, für die litauische Monatszeitschrift Vargas (Die Glocke) zu schreiben, zumal Vincas Kudirka das Fehlen von Korrespondenten beklagte. Die Zeitung war wegen ihrer lateinischen Schrift im Russischen Kaiserreich verboten, so dass sie von Martynas Jankus zunächst im preußischen Ragnit, dann in Tilsit und schließlich in Bittehnen gedruckt und im organisierten Bücherschmuggel über die Grenze nach Russland gebracht wurde. 1893 gründete sie die Žiburėlis-Gesellschaft zur finanziellen Unterstützung notleidender Studenten. 1894 erschien ihr erster Roman als Fortsetzungsroman (und 1900 als Buch). Im Mittelpunkt ihrer schriftstellerischen Arbeit stand die Soziale Ungleichheit, die sich durch zunehmende Menschlichkeit verringern würde. Zusammen mit  Povilas Višinskis führte sie 1899 das erste litauische Theaterstück Amerika pirtyje (Amerika im Badehaus) in Palanga auf. Ermutigt durch den Erfolg verfasste sie zusammen mit der Schriftstellerin Žemaitė mehrere Stücke unter dem gemeinsamen Pseudonym Dvi Moteri (Zwei Frauen). 1907 organisierte Petkevičaitė mit anderen den ersten Litauischen Frauenkongress und gründete mit anderen 1908 die Litauische Frauenvereinigung. Nach dem Tode ihres Vaters 1909 ließ sie sich in Vilnius nieder und arbeitete in der Redaktion der Tageszeitung Lietuvos žinios.
Während des Ersten Weltkrieges kehrte Petkevičaitė in ihren Heimatort zurück und bildete sich als Arzthelferin aus, um entsprechend dem Wunsch ihres Vaters den Kranken zu helfen. Sie führte ein Tagebuch, das 1925 und 1933 veröffentlicht wurde. Auf Einladung Juozas Balčikonis wurde sie 1919 Lehrerin am Juozas-Balčikonis-Gymnasium in Panevėžys. Zusammen mit Juozas Zikaras entwarf sie eine Schuluniform für Mädchen, die bald in ganz Litauen eingeführt  und bis circa 1990 getragen wurde. 1920 wurde sie in die verfassungsgebende Versammlung Litauens gewählt, die sie als Alterspräsidentin eröffnete. Ihre Unterrichtsunterlagen über Weltliteratur wurden 1922 und 1924 als zweibändiges Lehrbuch veröffentlicht. 1924 gab sie ihr Lehramt aus Gesundheitsgründen auf. Ihr zweiteiliger Roman Ad Astra (1933) und weitere patriotische Bücher stellten die Entstehung des nationalen Bewusstseins dar.

## Nachwirkung

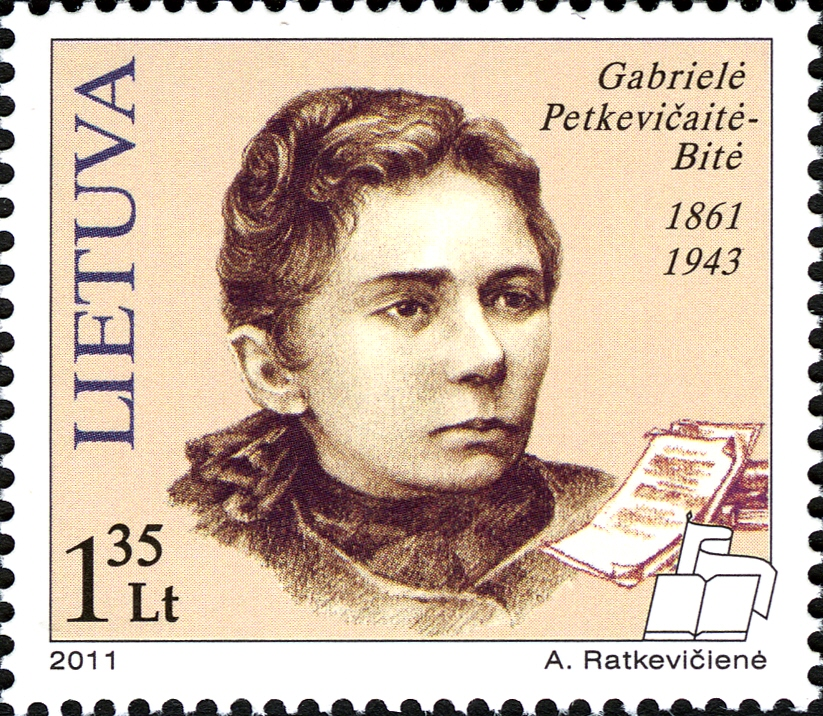
Anlässlich des 150. Geburtstages herausgegebene Sondermarke der Lietuvos paštas (2011)

Anlässlich des 150. Geburtstages von Gabrielė Petkevičaitė-Bitė stiftete der Vorstand des litauischen Seimas die Gabrielė Petkevičaitė-Bitė-Gedenkmedaille „Dienst an Litauen“ (Gabrielės Petkevičaitės-Bitės atminimo medalis „Tarnaukite Lietuvai“), mit der litauische und ausländische Privatpersonen, Gemeinschaften und juristische Personen für ihre Verdienste um nationales Selbstbewusstsein und kulturelles Bewusstsein geehrt werden. Die feierliche Preisverleihung findet jedes Jahr am 30. März, dem Geburtstag von Gabrielė Petkevičaitė-Bitė, in Panevėžys statt. Die Medaille und eine Urkunde werden vom Sprecher der Seimas oder einer von ihm ernannten Person überreicht. Jedes Jahr werden maximal vier Preise in folgenden vier Kategorien vergeben:
- Förderung von Traditionen des Parlamentarismus, der Staatsbürgerschaft und der Demokratie;
- philanthropische Aktivitäten;
- Verbreitung der Freiwilligenkultur in Litauen;
- gesellschaftlich relevante journalistische Arbeiten.[6]

Von 1983 bis 1990 wurde vom Vorstand der Kolchose „Smilgių“ (Rayon Panevėžys) der Gabrielė Petkevičaitė-Bitė-Literaturpreis (Gabrielės Petkevičaitės-Bitės literatūrinė premija) verliehen. 1996 wurde der Preis von der Rajongemeinde Panevėžys erneuert, und seit 2008 wird er von der Bibliothek Panevėžys verliehen. Ausgezeichnet wird ein belletristisches oder journalistisches Werk, das die litauische Lebensrealität – insbesondere im ländlichen Raum – künstlerisch überzeugend widerspiegelt, moralische und spirituelle Fragen thematisiert und/oder auf zeitgemäße Weise humanistische Ideen behandelt, die in Gabrielė Petkevičaitė-Bitės Leben und Werk zum Ausdruck kommen. Die Höhe des Preisgeldes wird von der Gabrielė Petkevičaitė-Bitė-Stiftung (Gabrielės Petkevičaitės-Bitės Fondas) festgelegt, die von der Rajongemeinde Panevėžys in Zusammenarbeit mit dem Litauischen Schriftstellerverband gegründet wurde. Der Preis wird jedes Jahr im Mai im Geburtsort von Gabrielė Petkevičaitė im Herrenhaus Puziniškis verliehen.
Büsten von Gabrielė Petkevičaitė-Bitė wurden 1971 in Panevėžys (von Bernardas Bučas) und 1994 in Joniškėlis (von Antanas Dimžlys) enthüllt. In Joniškėlis ist auch ein Gymnasium (Gabrielės Petkevičaitės-Bitės gimnazija) nach ihr benannt.